# Història d'una gavina i del gat que li va ensenyar a volar
Història d'una gavina i del gat que li va ensenyar a volar  (títol original: La Gabbianella e il Gatto) és una pel·lícula d'animació italiana dirigida per Enzo D'Alò, estrenada l'any 1998. Ha estat doblada al català.
Es tracta d'una lliure adaptació d'una novel·la de l'escriptor xilè Luis Sepúlveda, Història d'una gavina i del gat qui li va ensenyar a volar, aparegut l'any 1996.

## Argument
Kengah, una gavina, cau al port d'Hamburg després de quedar atrapada pel petroli d'una marea negra. Cau sota la protecció del gat Zorba. Abans de morir, pon un ou i arrenca al gat la triple promesa de no menjar-se l'ou, d'ocupar-se de la gavina que en sortirà i d'ensenyar-la a volar.
Zorba està molt ocupat però la promesa d'un gat s'ha de mantenir. Resol llavors ocupar-se de l'ou i de la gavina que en neix, Felicitat. Ajudat dels seus amics, Zorba protegeix Felicitat dels múltiples perills que aguaiten una gavina acabada de néixer en un port, i en particular de les bandes de rates que infesten els embornals.
Per ensenyar a volar, entra en contacte amb l'únic humà del port en qui els gats tenen uns mica de confiança: la filla d'un poeta.

## Rebuda
- El film suposa a Enzo De Alò una Cinta d'Argent especial de part del Sindicat nacional italià dels periodistes de cinema; assoleix igualment el Premi del públic al Festival internacional del film per a nens de Montreal l'any 2000.[3]

- També entra al Festival d'Annecy: Secció oficial llargmetratges a concurs
- Crítica "Diferents, bons, emocionants dibuixos"[4]